# Zeigler
Zeigler és una població dels Estats Units a l'estat d'Illinois. Segons el cens del 2000 tenia 1.669 habitants.

## Demografia
Segons el cens del 2000, Zeigler tenia 1.669 habitants, 712 habitatges, i 439 famílies. La densitat de població era de 749,3 habitants/km².
Dels 712 habitatges en un 27,7% hi vivien nens de menys de 18 anys, en un 47,1% hi vivien parelles casades, en un 10,5% dones solteres, i en un 38,3% no eren unitats familiars. En el 34,7% dels habitatges hi vivien persones soles el 19,2% de les quals corresponia a persones de 65 anys o més que vivien soles. El nombre mitjà de persones vivint en cada habitatge era de 2,28 i el nombre mitjà de persones que vivien en cada família era de 2,94.
Per edats la població es repartia de la següent manera: un 22,5% tenia menys de 18 anys, un 8,5% entre 18 i 24, un 28,2% entre 25 i 44, un 22,3% de 45 a 60 i un 18,6% 65 anys o més.
L'edat mediana era de 39 anys. Per cada 100 dones de 18 o més anys hi havia 89,2 homes.
La renda mediana per habitatge era de 22.344 $ i la renda mediana per família de 30.776 $. Els homes tenien una renda mediana de 27.721 $ mentre que les dones 17.500 $. La renda per capita de la població era de 13.781 $. Aproximadament el 13,7% de les famílies i el 17,5% de la població estaven per davall del llindar de pobresa.

## Poblacions properes
El següent diagrama mostra les poblacions més properes.